# Kolobřeh
Kolobřeh (polsky Kołobrzeg, německy Kolberg, latinsky Cholbergensis) je město v Polsku v Západopomořanském vojvodství ve stejnojmenném okrese. Leží při ústí řeky Parsęta do Baltského moře, u kterého má město přístav. V roce 2024 zde žilo 43 364 obyvatel.

## Historie

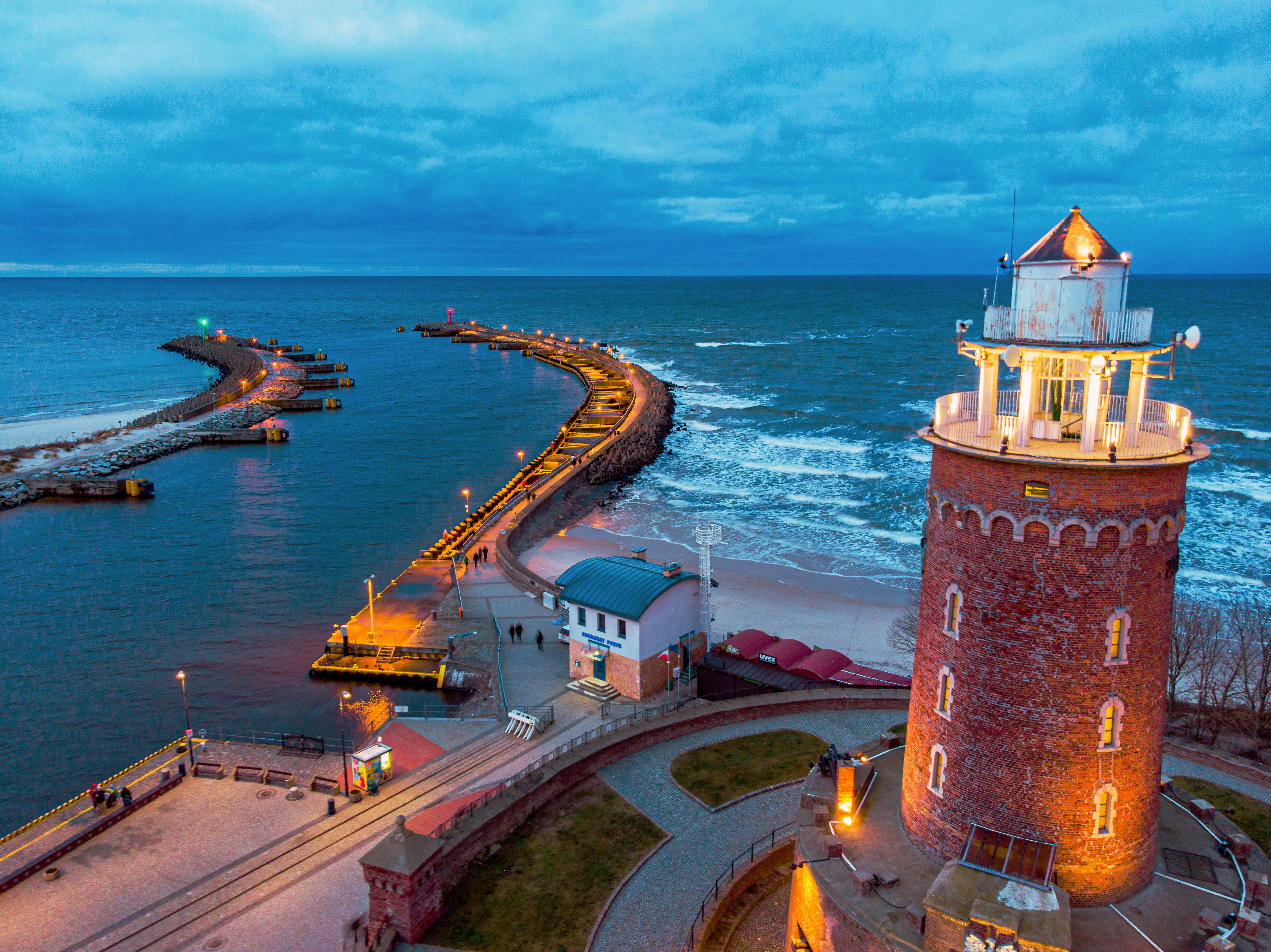
Maják.

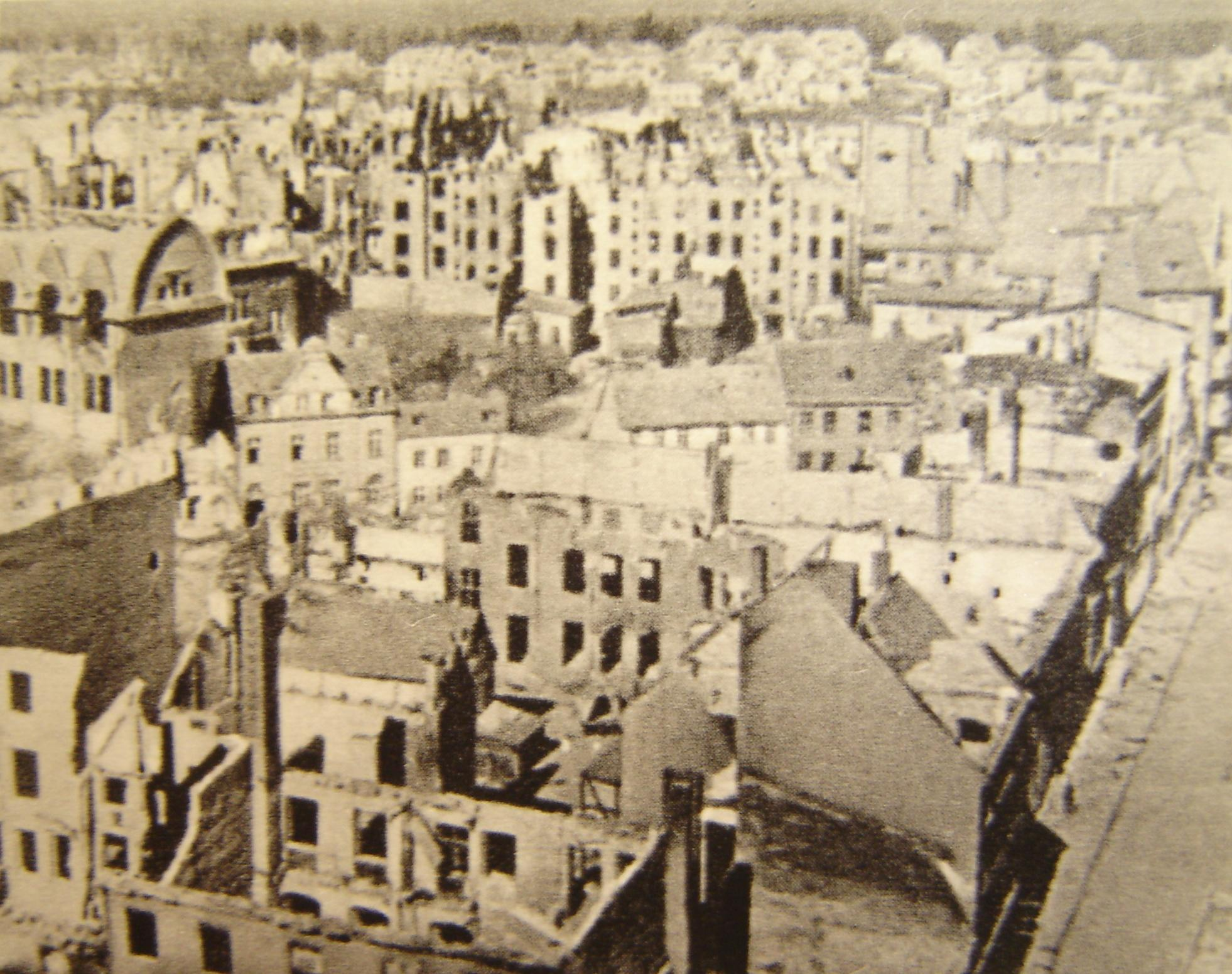
Na konci války bylo zhruba 80 % města srovnáno se zemí.

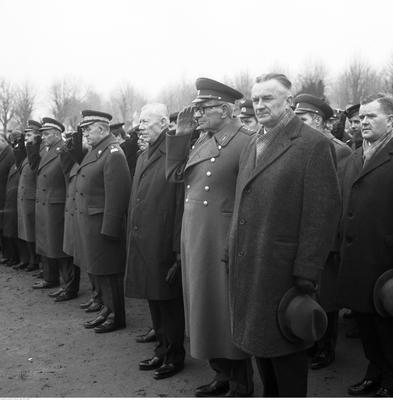
Fotografie z roku 1970: oslava 25. výročí získání Kolobřehu Polskem.

Osada na místě dnešního města Kolobřeh byla známa již v 8. století. 
V roce 1000 zde polský kníže Boleslav Chrabrý založil biskupství. 
V roce 1255 byl Kolobřeh povýšen na město. Do 14. století byl členem baltské Hanzy. V sedmileté válce bylo v roce 1761 město dobyto ruskými vojsky. V roce 1807 ho neúspěšně obléhal Napoleon. Od roku 1859 je město spojeno železnicí se Štětínem a Gdaňskem. Pomalu se měnil jeho charakter z pevnostního města na lázeňské. 
Za první světové války byla lázeňská zařízení využita jako velký lazaret pro zraněné vojáky. 
Na konci druhé světové války bylo 95 % města zničeno v bojích Wehrmachtu s útočící Rudou a Polskou armádou. Po válce Kolobřeh připadl Polsku. 

### Období po druhé světové válce
Po druhé světové válce se celý region stal opět součástí Polska na základě územních změn požadovaných Sovětským svazem a sověty dosazeným polskými komunistickým režimem na Postupimské konferenci. Většina Němců, kteří ještě neuprchli, byla v souladu s Postupimskou dohodou vyhnána ze svých domovů. Město bylo znovu osídleno Poláky, z nichž mnozí byli sami polskými uprchlíky z oblastí východně od bývalého východního Polska anektovaného Sovětským svazem, odkud byli vysídleni sovětskými úřady.
V roce 1967 získal oficiální status lázeňského města.
V roce 2000 městská obchodní rada Kolobřehu nechala před gotickou bazilikou v centru města postavit památník s názvem Památník tisíciletí na památku „1000 let křesťanství v Pomořansku“ a jako poctu polsko-německému smíření, oslavující setkání polského krále Boleslava I. a německého krále Oty III. na Hnězdenském sněmu v roce 1000. Byl navržen a postaven umělcem Wiktorem Szostalem ze nerezové oceli. Dvě postavy sedí u paty pětimetrového kříže, rozštěpeného na dvě části a drženého pohromadě holubicí s olivovou ratolestí. 

## Partnerská města
- Bad Oldesloe, Německo
- Barth, Německo
- Follonica, Itálie
- Koekelberg, Belgie
- Landskrona, Švédsko
- Opatija, Chorvatsko
- Pampatar, Venezuela
- Pankow, Německo
- Pori, Finsko
- Simrishamn, Švédsko